# 狄卡奧
卡洛斯·奧古斯托·貝爾托爾迪（Carlos Augusto Bertoldi，簡稱Ticão，1985年2月7日－），生於巴西庫里奇巴，巴西足球運動員，司職防守中場。

## 球員生涯
狄卡奧生於巴西庫里奇巴，於當地球會帕拉尼恩斯展開球員生涯，到在2011年1月加盟希臘冠軍球會禾路斯，直到2012年7月來香港加盟甲組球會南華，而他首場便獲當時球會足主羅傑承點名稱讚，其後即入選亞冠盃附加賽四名外援名額。
總結他在兩季內替南華奪得聯賽及高級組銀牌冠軍，直到於2014年6月1日，南華體育會宣佈前公民主席張廣勇接替離任的羅傑承為新一屆的南華足球部主任，
而狄卡奧就與其餘一眾外援都不獲續約，於2015年1月加盟巴西乙組聯賽球會盧維丹斯。在完約後，由於狄卡奧的右大脾外側肌肉拉傷，所以他便一直都沒有接觸足球。
直到2016年8月10日，他重返香港加盟港超聯球會元朗，並在2017年9月16日對夢想FC的聯賽，取得加盟後首個入球，惟最終元朗以1–3落敗，結果他在該季協助元朗相隔50年後再奪得高級組銀牌冠軍，可是由於元朗在季後缺乏贊助商，故他在2018年5月19日與港超聯球會冠忠南區簽約加盟。

## 榮譽
南華
- 香港甲組聯賽冠軍（2012–13季度）
- 香港高級組銀牌冠軍（2013–14季度）

元朗
- 香港高級組銀牌冠軍（2017–18季度）

利斯菲
- 巴拉那州聯賽冠軍（英语：Campeonato Cearense）（2005年）

福塔雷薩
- 塞阿臘州聯賽冠軍（英语：Campeonato Cearense）（2010年）

帕拉尼恩斯
- 伯南布科州聯賽冠軍（英语：Campeonato Pernambucano）（2007年）

香港聯賽選手隊
- 香港賀歲盃冠軍（2018年）

## 外部連結
- 香港足球總會網站球員資料 （页面存档备份，存于）